# Parc Heinrich-von-Kleist
Le parc Heinrich-von-Kleist (Heinrich-von-Kleist-Park) est un espace vert de 57 000 m2 à Berlin en Allemagne situé dans le quartier de Schöneberg dans l'arrondissement de Tempelhof-Schöneberg.
Fondé en 1670, c'est dans cet espace que se situa le premier jardin botanique de Berlin, avant qu'on ne le déménage vers son lieu actuel à Berlin-Lichterfelde. C'est le 21 novembre 1911, à l'occasion du centenaire de la mort de l'écrivain, qu'on a rebaptisé cet espace parc Heinrich von Kleist ou usuellement Kleistpark. C'est dans ce parc que se trouve la Kammergericht.
Il est accessible par la station de métro Kleistpark.

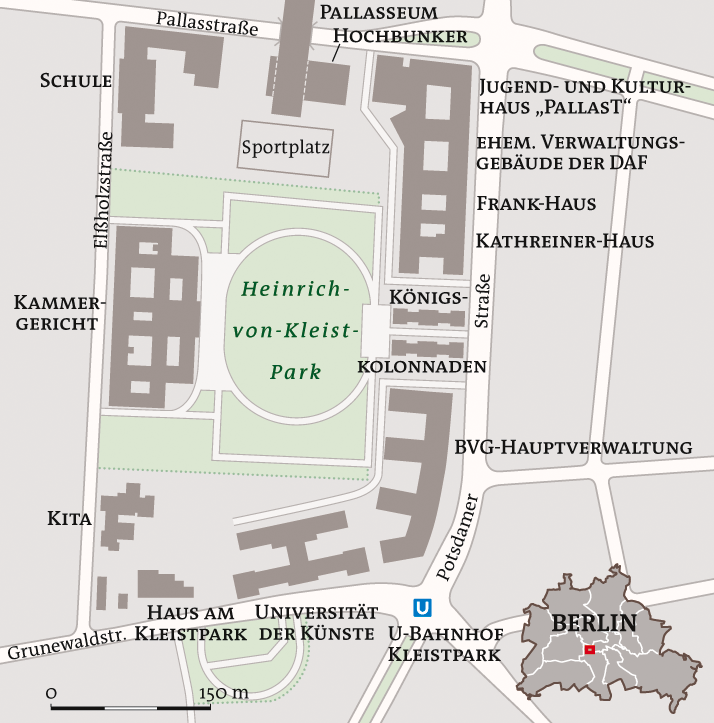
Le plan du parc

## Galerie de photographies

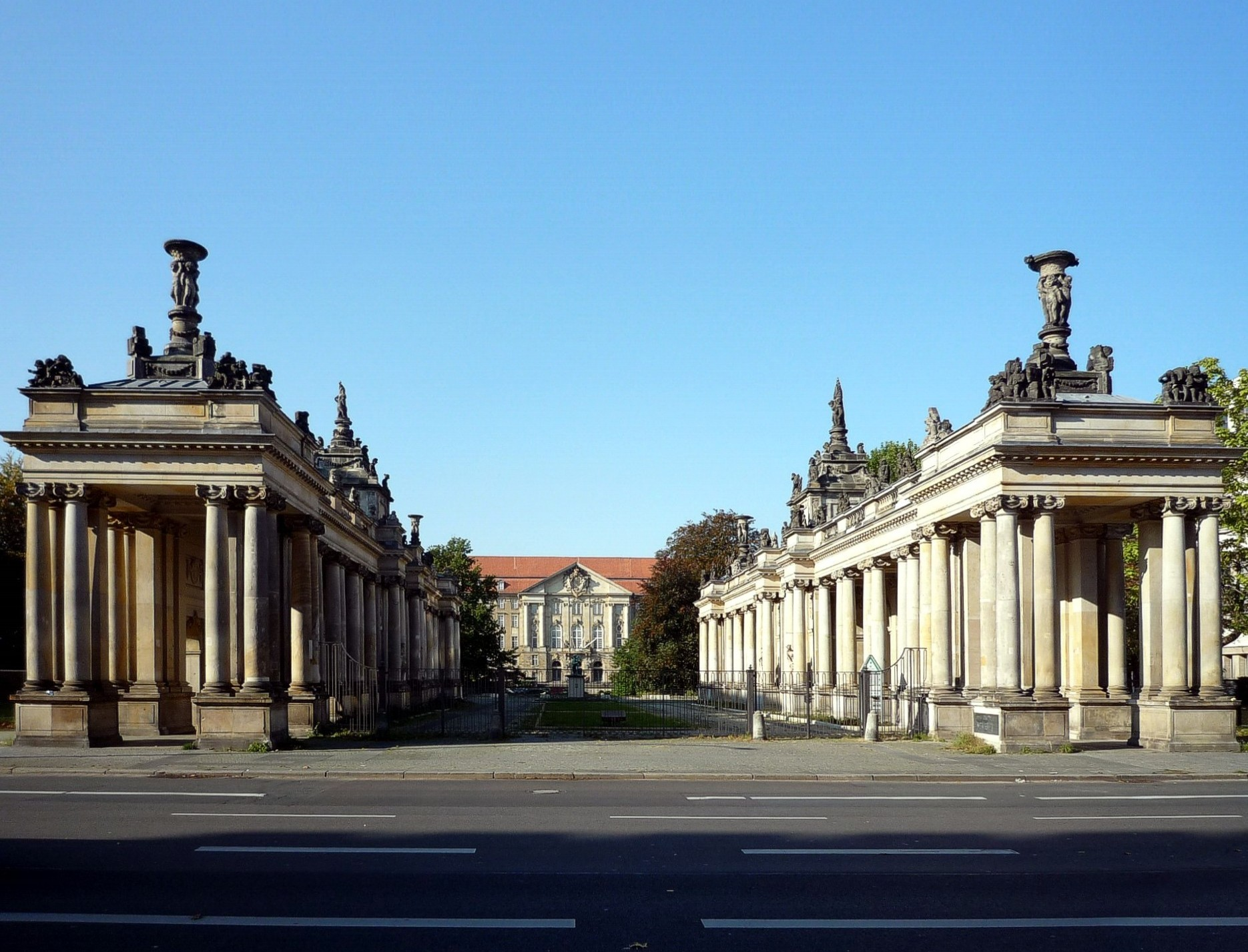
Les colonnades royales, l'entrée du Kleistpark
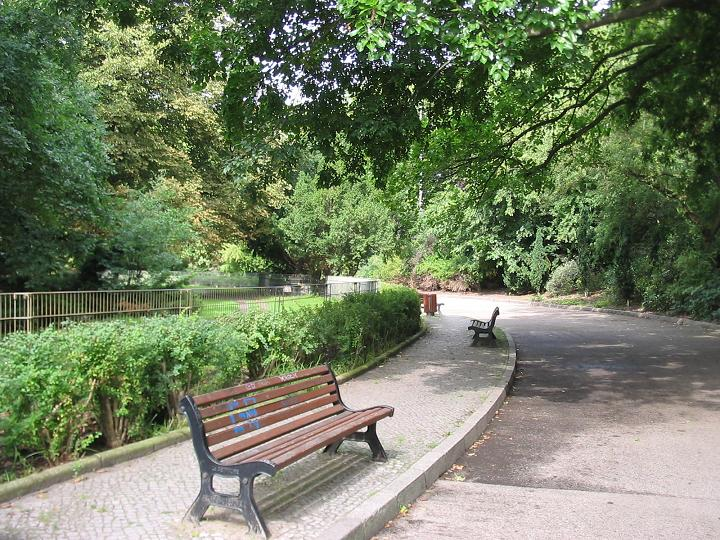
Sentier au Kleistpark
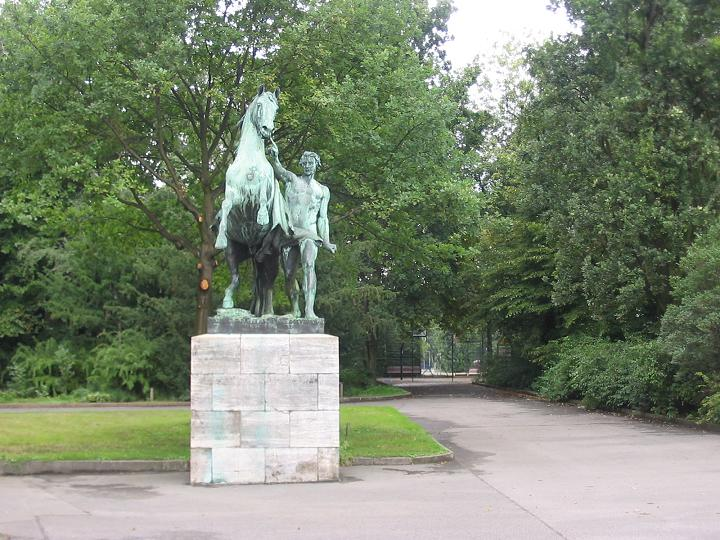
Un des Rossebändiger sculpté en 1842 par Peter Clodt von Jürgensburg